# Струма (река)
Стру́ма (болг. Струма), Стримо́н (греч. Στρυμόνας) — река в Болгарии и Греции. Длина составляет 415 километров (в том числе в Болгарии 290 километров), площадь водосборного бассейна — около 17 тысяч квадратных километров. Берёт начало на юго-западных склонах массива Витоша. В Болгарии течение преимущественно горное, узкие ущелья чередуются с межгорными котловинами. На территории Греции Струма протекает главным образом в широкой долине. Впадает в залив Орфанос (Стримоникос) Эгейского моря.
Питание в основном снеговое и дождевое. Повышенная водность в феврале — июне, межень в августе — сентябре. Средний расход воды вблизи болгаро-греческой границы 80 м³/с, максимальный — около 500 м³/с. Среднемноголетний расход воды в среднем течении (у села Марино-Поле) около 70 м³/с (годовой объём стока 2,2 км³). Зарегулирована, в Болгарии на Струме находится водохранилища Пчелина, Студена, на притоках Струмы — ГЭС. Воды Струмы используются для водоснабжения, орошения и производства электроэнергии. В верхнем течении — национальный парк Витоша.
В долине Струмы расположены города Перник, Радомир, Кюстендил, Благоевград, Сандански, Петрич, Сидирокастрон, Сере. В 5 километрах к северу от устья расположен Амфиполь (Амфиполис), который являлся одним из больших и значительных городов древней Македонии. На берегу Струмы расположен Земенский монастырь (XI век).

## Мифология
Река не упоминается Гомером. Упоминается Гесиодом в «Теогонии» в списке самых важных рек. По Гесиоду они все были детьми Океана и его родной сестры Тефии. Такая же генеалогия приводится Гигином.
Согласно Псевдо-Плутарху река прежде называлась Коноз (Κόνοζος) и несколько раз меняла название. Местный царь Палестин (Παλαιστίνος), сын Посейдона, воевал с соседями и, ослабев от болезни, отправил сына Галиакмона на войну в качестве стратега. Галиакмон был убит. Царь, не в силах перенести горе, бросился в реку Коноз, которая стала называться Палестин. Позднее река снова была переименована. Царь эдонов Стримон был сыном Ареса и музы Гелики (Ἡλίκη). Узнав о смерти сына Реса, бросился в реку Палестин, названную его именем.
Ликург, сын Дриаса, был царем эдонов, живущих по берегам реки Стримон, и оскорбил Диониса, изгнав его из своей страны. В Ликурга Дионис вселил безумие. Став безумным, он убил топором своего сына Дриаса, полагая при этом, что подрезает виноградную лозу.
Согласно Псевдо-Аполлодору река издавна была судоходной по всей длине, пока Еврисфей не назначил Гераклу десятым подвигом привести коров Гериона с мифологического острова Эрифеи (др.-греч. Ἐρύθεια) на крайнем Западе. У Адриатического моря Гера наслала на стадо слепня, и стадо разделилось в области фракийского предгорья. Геракл поймал часть стада. «Едва согнав коров к реке Стримону, Геракл вознегодовал на эту реку, издавна бывшую судоходной. Набросав в неё скал, он сделал её несудоходной, и пригнав коров к Эврисфею, отдал их ему, а тот принес коров в жертву богине Гере».

## Античная география
Река Стримон (др.-греч. Στρυμών, лат. Strymon) впервые упоминается Фукидидом. Согласно Фукидиду река брала начало на горе Скомбр (др.-греч. Σκόμβρος ή Σκόμβρον), ныне — Витоша, в горной цепи Гем (др.-греч. Αἶμος, лат. Haemus), ныне — Стара-Планина. Также указывает Аристотель в «Метеорологике», согласно ему со Скомбра стекали Стримон, Несс (Места) и Гебр (Марица). Страбон пишет, что река берёт начало из области агрианов, что живут около гор Родопы. По Плинию Старшему истоки реки находились на Геме.
Стримон является судоходным не по всей длине. В большей северной части течение горное. Судоходным являлся участок от древнего Керкинидского озера до устья. Страбон сообщает, что Стримон судоходный вверх на 20 стадий до Амфиполя (Амфиполиса). Римский историк Тит Ливий сообщает, что Персей Македонский после битвы при Пидне в 168 году до н. э. покинул Амфиполь, спустившись по реке на корабле.
Помпоний Мела сообщает, что Стримон «имеет отдалённые истоки и узок. Приняв чужие воды, становится шире и, образовав недалеко от моря озеро, вытекает из него бо́льшим руслом, чем при впадении».
За несколько километров до устья близ Амфиполя река образовывала озеро, известное как Ахинос или Тахино (Λίμνη Αχινού) и осушенное в 1932—1933 годах. Его считают древним Керкинидским озером (Λίμνη Κερκινίτιδα), о котором сообщал Арриан. Озеро упоминают, не упоминая его имени, Фукидид и Помпоний Мела. Плиний Старший сообщает, что сначала река «разливается в семь озёр и лишь затем принимает направленное течение». О размерах реки говорится в эпиграмме, приписываемой Туллию Гемину (Τύλλιος Γέμινος). В эпиграмме речь идёт от лица реки, которая сравнивает себя с Нилом и морем, хвалит себя за орошение и плодоносный ил, и называет себя «сладким морем» («γλυκερὸν πέλαγος»).
Василий Великий в 360 году, описывая Понтийскую пустыню в письме к Григорию Богослову, сравнивает горное течение реки, пересекающей Понт, с медленным течением Стримона, разливающегося в озеро близ Амфиполя. Григорий Богослов в ответном письме использует аналогичные сравнения.
Есть свидетельства о болотистом характере реки в эллинистический период. Теофраст в «Истории растений» пишет, что по речным топям, «на глубине, самое большее, в пять локтей с лишним» (2,3 метра) растут водяные орехи и тростник. Это сообщение подтверждает отсылка к глубине реки (βένθος «глубина», γόνιμος βυθός «плодородное дно») в эпиграмме, приписываемой Туллию Гемину.
В латинской поэзии Стримон упоминается Стацием в «Фиваиде». Он характеризует медленно текущую воду (лат. stagnum) Стримона, как обагрённую пролитой кровью (impia).
В двух сохранившихся пьесах Эсхила («Персы», «Просительницы») река Стримон сопровождается прилагательным др.-греч. ἁγνός «чистый, священный». Древние схолии к пьесе «Персы» утверждают, что эта характеристика обусловлена чистотой и прозрачностью воды реки. О чистоте вод Стримона косвенно сообщает Аристотель в «Истории животных». Аристотель пишет про речных угрей: «Если вода не достаточно чиста, они скоро задыхаются, так как имеют малые жабры; поэтому, когда их ловят, взмучивают воду. Они ловятся также в Стримоне во время Плеяд, когда от возникающих противных ветров вода перемешивается с илом; в противном случае следует воздерживаться от ловли».
Геродот сообщает, что тем же самым людям, работавшим на канале Ксеркса, было приказано построить мост на реке Стримон. Персы переправились через Стримон по мосту через реку у Эннеагодой («Девяти путей») в Эдонийской области, где позднее находился Амфиполь.
Фукидид, описывая поход спартанского полководца Брасида на Амфиполь в 424/423 году до н. э. сообщает о мосте у Амфиполя, который во времена Фукидида был соединён с городом стенами. В трагедии «Рес» Псевдо-Еврипида река Стримон сопровождается прилагательным др.-греч. καλλιγέφυρος «украшенный красивым мостом» (др.-греч. «ὅ τε καλλιγέφυρος ποταμὸς πορεύει Στρυμών»).
Эсхил в «Персах» описывает катастрофический переход отступающего войска Ксеркса I по льду реки Стримон.

## Стримонийские журавли
Стримонийские журавли, зимой перелетавшие на юг, впервые упоминаются в латинской поэзии Вергилием как лат. Strymoniaeque grues в поэме «Георгики». В древности журавли рассматривались как вредители, потому что кормились зерном на сельскохозяйственных угодьях во время сева. Римляне содержали журавлей как домашнюю птицу. В «Энеиде» Вергилий сравнивает крики дарданцев со стен Трои и полёт их стрел с криками и полётом стримонийских журавлей (Strymoniae grues) весной к берегам реки. Гомер также сравнивает крики и передвижения аргивян и троянцев с криками, движениями и шумом журавлей на берегах реки Каистр (Малый Мендерес) и мигрирующих в Африку. Стримонийский журавль был добычей девы-воительницы Камиллы. Сенека в «Эдипе» сравнивает в сцене занятия некромантией число теней умерших в подземном царстве с числом птиц, которые бегут от угроз зимы и меняют стримонские снега на нильское тепло. Лукан пишет о журавлях, улетающих с берегов Стримона к тёплому Нилу. Лукан сравнивает боевой строй флотилии с разнообразнейшим строем журавлей. Цицерон пишет: «Журавли, когда летят в более тёплые края и пересекают моря, то выстраиваются в форме треугольника». По преданию Меркурий изобрёл греческий алфавит, смотря на полет журавлей, которые в полете чертят разные буквы. Марциал называет журавлей «Паламедовыми птицами» и также пишет о том, что они в полете чертят разные буквы. Марциал в эпиграмме о старой своднице Филениде сравнивает голос старухи с криком стада журавлей у Стримона. Последний раз стримонийские журавли упоминаются в латинской поэзии Клавдианом (IV век). В «Гильдоновой войне» Клавдиан повторяет гомеровские сравнения действий войска с криками и полётом журавлей с берегов Стримона к тёплому Нилу. Упоминается в древнегреческой и латинской литературе и обратная миграция журавлей с Нила во Фракию и Скифию в начале марта, служившая сигналом к севу. Гомер и Геродот упоминают миграцию журавлей на юг в мемактерионе (конец октября — начало ноября). Аристотель и Элиан сообщают, что журавли мигрируют из Скифских равнин в болота Верхнего Египта после осеннего равноденствия и возвращаются после весеннего равноденствия.
Стаций единственный из латинских поэтов, кто заменил журавлей лебедями. В сцене «смотрения со стены» (тейхоскопии) престарелый Форбант рассказывает Антигоне о защитниках Фив и сравнивает их с лебедями, улетающими от Стримона на юг. У Стация гомеровские крики и шум уступают напеву, стройному пению (лат. concentus). У Стация, когда Амфиарай и Меламп проводят птицегадания, они видят в небе бесчисленные стаи мигрирующих лебедей. Стаций сравнивает дрожь аркадца Парфенопея при виде противника со страхом лебедя, ищущего на берегах Стримона укрытия от орла.

## Притоки Струмы
Основные притоки:
- Треклянска[болг.] (правый)[5]
- Елешница[болг.] (правый)[5]
- Арката (левый)[5]
- Конска
- Драговиштица (правый)
- Джерман[болг.] (левый)[5]
- Рилска[болг.] (левый)[5]
- Градевска[болг.] (левый)[5]
- Влахинска[болг.] (левый)[5]
- Илийна[болг.]
- Бистрица (нижний приток Струмы) (левый)
- Санданска-Бистрица[англ.]
- Струмешница (правый)[5]
- Бистрица (верхний приток Струмы) (правый)[70]
- Ангитис (левый)[5]